# سن پدرو چولولا
سن پدرو چولولا (به اسپانیایی: San Pedro Cholula) از شهرهای کشور مکزیک است که در ایالت پوئبلا قرار دارد و جمعیت آن طبق سرشماری سال ۲۰۱۰ میلادی ۱۲۱٬۰۸۰ نفر بوده است.